# Linenfold

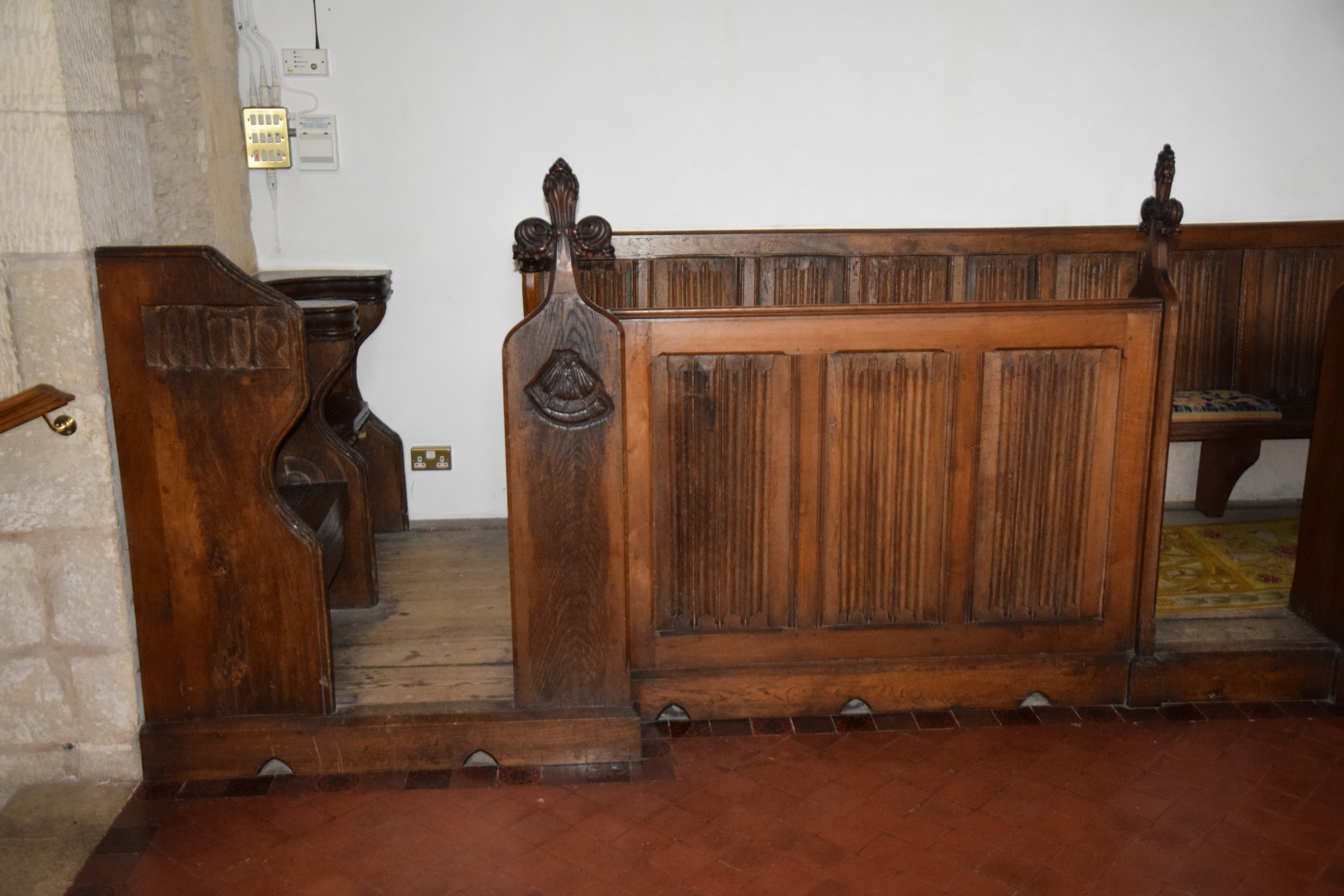
Laterals dels seients de l'Església Bampton (Saint Mary), situada a Oxfordshire, construïts a principis del amb un panell de detalls Linenfold.

Linenfold (literalment "plec de llençols") és un estil talla de relleu, normalment a fusta, amb una funció totalment estètica imitant llençols plegats. La seva funció principal és decorar les superfícies planes de panells. Així i tot, també s'utilitza per altres finalitats com revestir parets interiors, fabricar mobles mòbils, d'entre altres. Aquesta tècnica va néixer a Flandes, Bèlgica, i va ser utilitzada principalment al nord d'Europa entre els segles XIV i XVI. El nom d'aquesta tècnica va ser aplicat al segle xix per diferents coneixedors d'antiquaris. Prèviament el seu nom era lignum undulatum, en llatí fusta ondulada, segons Nathaniel Lloyd.

## Història
Durant el segle xiv, al nord d'Europa es va fer popular l'ús de panells de fusta, gairebé sempre utilitzant fusta de roures, després que els fusters redescobrisin aquesta tècnica per crear marcs i panells de fusteria. Aquesta tècnica d'enquadrament es va fer popular a partir del segle xiii per revestir les parets interiors, per formar casetes de cor, i per fabricar mobles mòbils, com ara cofres, i fins i tot per decorar els panells posteriors de les cadires d'esglésies.
La tècnica més utilitzada dins de l'estil Linenfold és el "parchemin" (també anomenat "pergamí"), una talla de baix relleu formada com un full de paper o una peça de lli replegada per la meitat que s'estén amb el plec centrat centrat verticalment i la part superior i el fons s'executa a les cantonades del tauler, amb alguna cosa de l'aparença d'un llibre obert. Els estils més complicats dins d'aquesta tècnica són aquells en els quals els resultats s'assemblen a un full de teixit, amb tonalitats volutes d'anada i tornada de manera repetida.
Linenfold era una tècnica de decoració de talles la qual no requeria molta experiència o capacitat de fusteria, ja que era fàcil de reproduir. A més, era una tècnica que no es podia posar en pràctica arquitectònica, ja que la tècnica del pla de modelatge no és aplicable al tall de pedra.